# Vulkaneifel
Vulkaneifel (até 31 de dezembro de 2006: Daun) é um distrito (kreis ou landkreis) da Alemanha localizado no estado da Renânia-Palatinado.

## Cidades e municípios
| Verbandsgemeinden | Verbandsgemeinden | Verbandsgemeinden | |
| --- | --- | --- | --- |
| - 1. Daun 1. Betteldorf 2. Bleckhausen 3. Brockscheid 4. Darscheid 5. Daun1, 2 6. Demerath 7. Deudesfeld 8. Dockweiler 9. Dreis-Brück 10. Ellscheid 11. Gefell 12. Gillenfeld 13. Hinterweiler 14. Hörscheid 15. Immerath 16. Kirchweiler 17. Kradenbach 18. Mehren 19. Meisburg 20. Mückeln 21. Nerdlen 22. Niederstadtfeld 23. Oberstadtfeld 24. Sarmersbach 25. Saxler 26. Schalkenmehren 27. Schönbach 28. Schutz 29. Steineberg 30. Steiningen 31. Strohn 32. Strotzbüsch 33. Udler 34. Üdersdorf 35. Utzerath 36. Wallenborn 37. Weidenbach 38. Winkel | - 2. Gerolstein 1. Berlingen 2. Birresborn 3. Densborn 4. Duppach 5. Gerolstein1, 2 6. Hohenfels-Essingen 7. Kalenborn-Scheuern 8. Kopp 9. Mürlenbach 10. Neroth 11. Pelm 12. Rockeskyll 13. Salm - 3. Hillesheim 1. Basberg 2. Berndorf 3. Dohm-Lammersdorf 4. Hillesheim1, 2 5. Kerpen 6. Nohn 7. Oberbettingen 8. Oberehe-Stroheich 9. Üxheim 10. Walsdorf 11. Wiesbaum | - 4. Kelberg 1. Arbach 2. Beinhausen 3. Bereborn 4. Berenbach 5. Bodenbach 6. Bongard 7. Borler 8. Boxberg 9. Brücktal 10. Drees 11. Gelenberg 12. Gunderath 13. Höchstberg 14. Horperath 15. Hörschhausen 16. Kaperich 17. Katzwinkel 18. Kelberg¹ 19. Kirsbach 20. Kolverath 21. Kötterichen 22. Lirstal 23. Mannebach 24. Mosbruch 25. Neichen 26. Nitz 27. Oberelz 28. Reimerath 29. Retterath 30. Sassen 31. Uersfeld 32. Ueß 33. Welcherath | - 5. Obere Kyll 1. Birgel 2. Esch 3. Feusdorf 4. Gönnersdorf 5. Hallschlag 6. Jünkerath¹ 7. Kerschenbach 8. Lissendorf 9. Ormont 10. Reuth 11. Scheid 12. Schüller 13. Stadtkyll 14. Steffeln |
| ¹sede do Verbandsgemeinde; ²cidade | | | |